# 幸せの鐘が鳴り響き僕はただ悲しいふりをする
『幸せの鐘が鳴り響き僕はただ悲しいふりをする』（しあわせのかねがなりひびき ぼくはただかなしいふりをする）はBLANKEY JET CITYの4作目のスタジオ・アルバム。1994年5月25日に東芝EMIから発売された。

## 概要
ジャケットではメンバーが女装を披露しているが、浅井らメンバーからの提案である。当時のインタビューでは「ユーモア」という言葉などを用いて意図を説明していた。女装以外には当時ポスターに使用された写真が存在していたが、2008年にリリースされた「Monkey Strip Act.2」のジャケットにも採用された。
作曲面ではそれまでのBJCのパブリックイメージであったソリッドなロックからやや離れ、ジャズやアコースティック色の濃い楽曲が多い。
レコーディングはロサンゼルスにて実施。多くの楽曲でホーン・セクションを導入している。
本作より社内レーベルが1991年のデビューから所属したNonfixxからEASTWORLDに変更されている。

## 収録曲
| 全作詞・作曲: 浅井健一（#1, 作曲: 照井利幸）、全編曲: BLANKEY JET CITY+土屋昌巳。 |                                                |                                  |                                  |      |
| #                                                                                 | タイトル                                       | 作詞                             | 作曲・編曲                       | 時間 |
| 1.                                                                                | 「円を描く時」                                 | 浅井健一 （#1, 作曲: 照井利幸 ） | 浅井健一 （#1, 作曲: 照井利幸 ） | 5:04 |
| 2.                                                                                | 「親愛なる母へ」                               | 浅井健一 （#1, 作曲: 照井利幸 ） | 浅井健一 （#1, 作曲: 照井利幸 ） | 4:36 |
| 3.                                                                                | 「風になるまで」                               | 浅井健一 （#1, 作曲: 照井利幸 ） | 浅井健一 （#1, 作曲: 照井利幸 ） | 4:54 |
| 4.                                                                                | 「カモメ」                                     | 浅井健一 （#1, 作曲: 照井利幸 ） | 浅井健一 （#1, 作曲: 照井利幸 ） | 4:50 |
| 5.                                                                                | 「嘆きの白」                                   | 浅井健一 （#1, 作曲: 照井利幸 ） | 浅井健一 （#1, 作曲: 照井利幸 ） | 3:22 |
| 6.                                                                                | 「螺旋階段」                                   | 浅井健一 （#1, 作曲: 照井利幸 ） | 浅井健一 （#1, 作曲: 照井利幸 ） | 4:11 |
| 7.                                                                                | 「小さなガラスの空」                           | 浅井健一 （#1, 作曲: 照井利幸 ） | 浅井健一 （#1, 作曲: 照井利幸 ） | 5:11 |
| 8.                                                                                | 「幸せの鐘が鳴り響き僕はただ悲しいふりをする」 | 浅井健一 （#1, 作曲: 照井利幸 ） | 浅井健一 （#1, 作曲: 照井利幸 ） | 3:35 |
| 9.                                                                                | 「砂漠」                                       | 浅井健一 （#1, 作曲: 照井利幸 ） | 浅井健一 （#1, 作曲: 照井利幸 ） | 5:03 |
| 10.                                                                               | 「青い花」                                     | 浅井健一 （#1, 作曲: 照井利幸 ） | 浅井健一 （#1, 作曲: 照井利幸 ） | 4:26 |
| 合計時間:                                                                         | 合計時間:                                      | 45:12                            |                                  |      |

### 楽曲解説
1. 円を描く時
2. 親愛なる母へ
メジャー・デビュー後、ウッドベースが導入された最初の曲である。元のアイディアではアコースティック・ギターとパーカッションのみの編曲であったが、土屋のアイディアで照井が名古屋時代以来弾く事になった。本曲以外では「スクラッチ」や「DERRINGER」で聞く事が出来る。
3. 風になるまで
5枚目のシングルとしてシングルカットされた。
オーケストラ・アンサンブルを導入するアイディアは土屋のもの。
4. カモメ
5. 嘆きの白
後のベスト・アルバム『国境線上の蟻』に収録される。
6. 螺旋階段
サビのバックでコードを弾いているのは浅井ではなく土屋。
間奏部分の複雑なリズムは正確な譜割が不可である。
7. 小さなガラスの空
サビのコード進行（E→Fdim7 onE→F#m onE→Am onE）は浅井のお気に入りであり「この曲がアルバムの中で最も演奏を行う事が難しかった」とコメントしている。
8. 幸せの鐘が鳴り響き僕はただ悲しいふりをする
後のベスト・アルバム『Blankey Jet City 1991-1995』に収録される。
9. 砂漠
10. 青い花
4枚目のシングル。
後のベスト・アルバム『THE SIX』に収録される。